# Skylab B

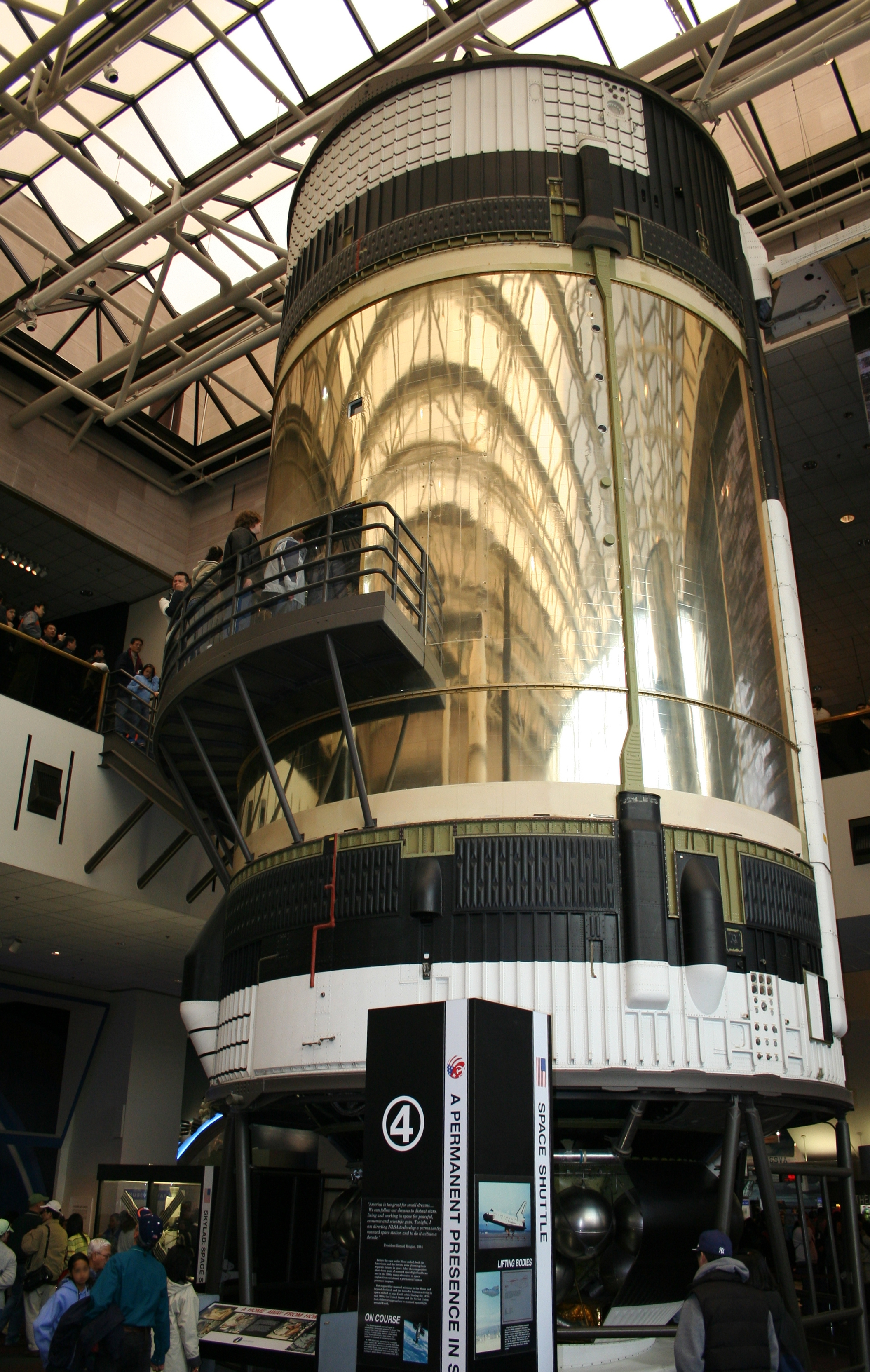
Skylab B au National Air and Space Museum

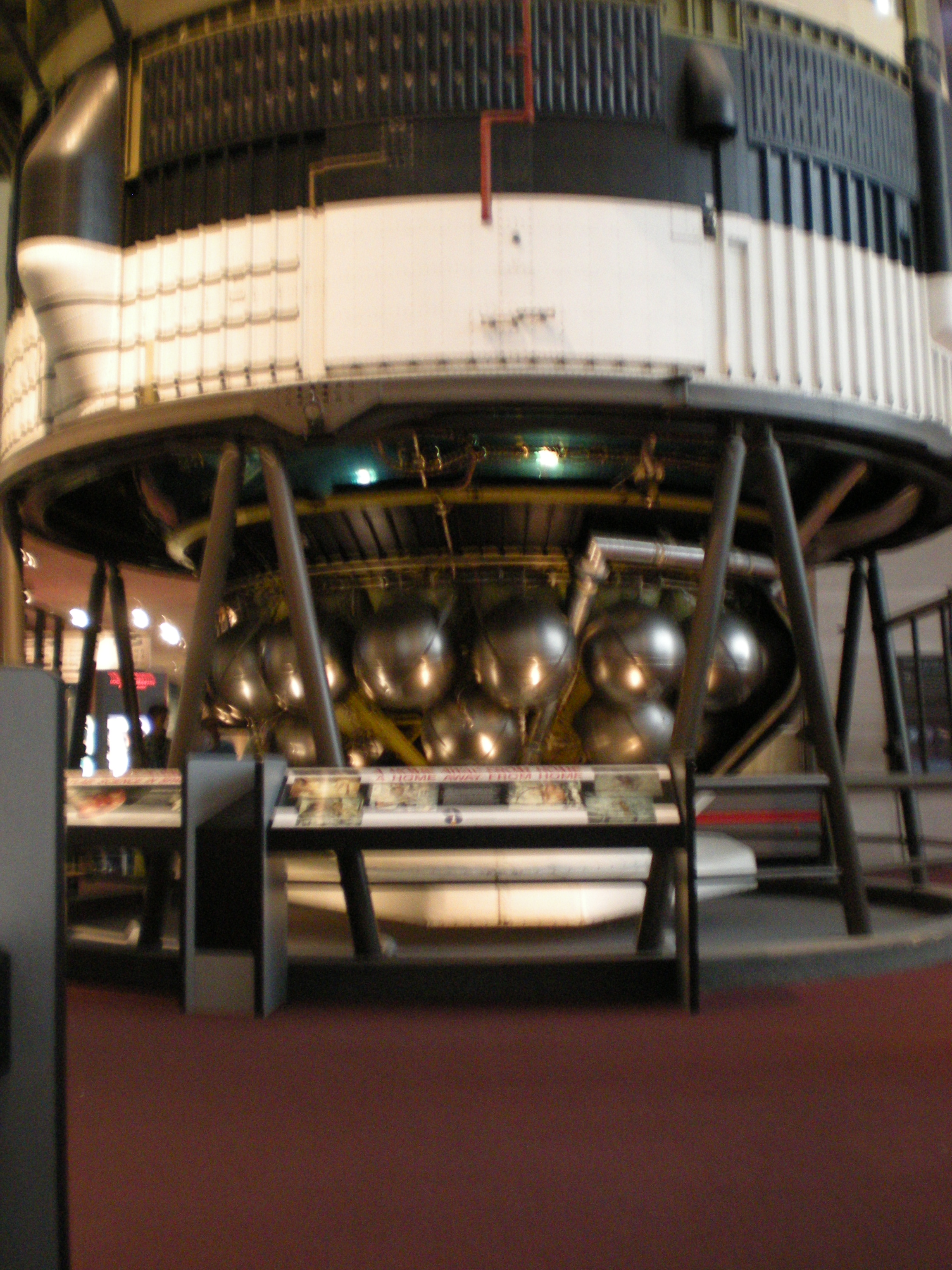
Skylab B au National Air and Space Museum

Skylab B est une station spatiale américaine qui, selon les plans établis par la NASA en 1972, devait prendre la suite de la station spatiale Skylab lancée en 1973. Cette station, initialement construite comme matériel de rechange au cas où le lancement de la première station Skylab avait échoué, devait remplir plusieurs objectifs liés au projet Apollo-Soyouz. Le lancement de Skylab B fut finalement annulé pour des raisons budgétaires.

## Le projet
Deux stations spatiales Skylab sont construites par McDonnell Douglas pour le programme Skylab, dont une de secours au cas où le premier lancement échouerait. Plusieurs usages avaient été envisagés à l'époque pour la station Skylab de rechange, appelée Skylab B, notamment la création d'une station disposant d'une gravité artificielle ou la célébration du bicentenaire de l'indépendance des États-Unis avec le lancement de deux vaisseaux Soyouz qui seraient venus s'amarrer à Skylab B.
En 1972 le projet Apollo-Soyouz est créé. La NASA propose de lancer la station Skylab B puis de prolonger la mission conjointe du vaisseau Soyouz et du vaisseau Apollo par un amarrage de ce dernier à Skylab B pour un séjour de longue durée (56 à 90 jours) de son équipage dans la station. Par la suite il était prévu que la station, rebaptisée Advanced Skylab, soit agrandie grâce à des missions réalisées par la navette spatiale dont la mise en service était prévue pour le début des années 1980. Ce projet permettait d'utiliser une partie du matériel dont la NASA disposait à la suite de l'annulation des dernières missions lunaires : deux lanceurs Saturn V, trois lanceurs Saturn IB, trois vaisseaux Apollo et deux modules lunaires.
Après le lancement de Skylab en mai 1973, le projet Skylab B fut annulé. Le programme Apollo est déclaré achevé après le retour à Terre des deux vaisseaux en 1975 et le budget spatial habité est complètement affecté au programme de la navette spatiale américaine. La NASA cède Skylab B et le matériel Apollo restant aux différents musées. La station Skylab B est aujourd'hui exposée au National Air and Space Museum à Washington.

## Équipage
L'équipage prévu pour la station Skylab B était constitué de :
- Vance Brand, commandant
- Don L. Lind, pilote du module de commande
- William B. Lenoir, pilote scientifique[1]